# 性的いじめ
性的いじめ（せいてきいじめ）とは、学校や職場で児童・生徒・学生・勤労者が加害者から露出の強要を含む性的虐待を受けることである。家庭での虐待の延長線上にある場合や、家庭と学校（あるいは職場）で二重に被害を受ける場合もあり、こうした被害がドミノ式に起こることもある。

## 性的いじめの実態

### 性的いじめの加害者
アメリカの医師であるローレンス・カンターは（程度の重くない）性的いじめなどに対して「この種の行動は完全に正常（だが、社会的に不適切だ）」と述べている。一方、正常ではないという意見もあり、ロバート・K・レスラーは若年層の小児性犯罪のケースで倫理観が欠如しているケースが多いということを述べている。

### 被害者の精神的影響
裸にされる・胸や性器などを触られるといった激しい性的いじめ（性犯罪）の被害者となった者の一部には、その後に性的トラブルを引き起こす者や性産業に従事するという者もいる。これは、吉田タカコ著の『子どもと性被害』の中に書かれているような「幼い頃に受けた被害は、抵抗しても無駄だったのだ」ということを確かめようとする作業であり、自己の尊厳を守ろうとする行動であるともいえる。実際にアメリカの「全国暴行防止センター」がとある病院で調査をおこなったところ、精神衛生上の治療を受けている性産業従事者（いわゆる売春婦など）の多くが、児童期などに性的いじめおよび性的虐待を経験していたという（『ノーをいえる子どもに』童話館出版）。

## 教師による性暴力
日本において教師の学生に対する性暴力も発生している。だが、「証拠がないとなんともいえない」「生徒の話を全面的に信用するわけにはいかない」「その生徒を直接尋問したい」「その女生徒が誘ったのではないか」「男性教員の車に乗りたがるなんて思慮が足りない」など、学校側が当事者の話をまともに取り扱わない傾向があり、立証が困難な現状となっている。